# Martin Dorniak
Martin Dorniak (15. srpna 1915 Liptovský Mikuláš – 1. ledna 1945 Hoy) byl slovenský palubní střelec a radiotelegrafista 311. československé bombardovací perutě.

## Život

### Před druhou světovou válkou
Martin Dorniak se narodil 15. srpna 1915 v Liptovském Mikuláši. Vychodil pět tříd obecné, čtyři třídy měšťanské a dvě třídy pokračovací hospodářské školy. Živil se jako řemenář. Byl členem Sokola. Prezenční vojenskou službu nastoupil v roce 1937 u Horského pěšího pluku 2 v Liptovském Mikuláši, v jejím rámci absolvoval poddůstojnickou školu a lyžařský kurz.

### Druhá světová válka
Po rozpadu Československa v březnu 1939 byl Martin Dorniak převeden do nově vzniklé slovenské armády. Dne 4. července téhož roku zběhl a přešel hranice do Polska, kde 15. srpna vstoupil do zde vznikající československé zahraniční jednotky. Po pádu Polska padl 19. září 1939 do sovětské internace. Po propuštění vyjednaném československými orgány odcestoval na Blízký východ, kde byl 1. listopadu 1940 zařazen do Československého pěšího praporu 11 – Východního, se kterým se v roce 1941 zúčastnil bojů v severní Africe. V dubnu 1942 byla jeho jednotka přetransformována na Československý lehký protiletadlový pluk 200 - Východní. Dne 21. října 1942 byl přeložen k letectvu, poté přesunut do Spojeného království a 2. ledna 1943 přijat do Royal Air Force. Po patřičném výcviku byl 10. května 1944 zařazen jako palubní střelec a radiotelegrafista k 311. československé bombardovací perutě. Jako její příslušník se účastnil protiponorkových a protilodních hlídkových letů nad oceánem. Dne 1. ledna 1945 ve večerních hodinách odstartoval ve stroji Consolidated B-24 Liberator GR Mk.V FL949 PP-Y pod velením Oldřicha Bureše z letiště ve skotském Tainu k dalšímu hlídkovému letu nad Severní moře. 38 minut po startu letoun narazil do skály ostrova Hoy na Orknejích. Všichni členové posádky zahynuli. Miloš Bodlák je pohřben na hřbitově u kostela St Duthus v Tainu. Dosáhl hodnosti četaře.

## Posmrtná ocenění
- V roce 1991 byl Martin Dorniak in memoriam povýšen do hodnosti podplukovníka